# Musa lokok
Musa lokok är en enhjärtbladig växtart som beskrevs av Connie Geri och Ng. Musa lokok ingår i släktet bananer, och familjen bananväxter. Inga underarter finns listade i Catalogue of Life.